# Ганс-Адам II Ліхтенштейн
Ганс-Адам II (нар. 14 лютого 1945), повне ім'я Йоханнес Адам Фердинанд Алоіз Йозеф Марія Марко д'Авіано Пій фон унд цу Ліхтенштейн (нім. Johannes Adam Ferdinand Alois Josef Maria Marko d'Aviano Pius von und zu Liechtenstein) — князь держави Ліхтенштейн з 1989 року.

## Життєпис
Народився у м. Цюрих (Швейцарія) у родині князя Франца Йозефа II (1906—1989) та Джорджіни Вілчек (1921—1989). Спочатку навчався у школі м. Вадуц, потім у Відні — Ліцеї Альпінум Цуоц. Після цього навчався в університеті м. Санкт-Галлен (Швейцарія), який закінчив у 1969 році, здобувши ступінь магістра в галузі ділового адміністрування та економіки.
У 1984 році його призначають заступником Франца Йозефа II, а з 13 листопада 1989 року (після смерті батька) Ганс-Адам стає новим князем Ліхтенштейну. В цей час країна зіткнулася з проблемами незаконних фінансових операцій, відмивання коштів від наркоторгівлі. Намагання нового князя покласти цьому край наразилися на протидію депутатів. Також проти Ганса-Адама виступив голова Конституційного суду Бернгард Вілле, який зазначив, що князь не має права контролювати діяльність уряду. У відповідь князь Ліхтенштейну відмовився затвердити Вілле на його посаді. Вілле подав позов на князя до Європейського суду й виграв. Ганс-Адам II вимушений був також сплатити значний штраф.
Новий скандал щодо фінансових махінацій виник у зв'язку з публікацією у 1999 році у журналі «Шпігель» доповіді розвідки ФРН стосовно ситуації у Ліхтенштейні. Намагаючись навести лад у державі, Ганс-Адам запросив для ведення слідства прокурора Інсбрука — Карла Шпитцнера. Було проведено ретельне вивчення ситуації. Виявлено, що частина депутатів дійсно була пов'язана з картелями наркобаронів. Сума, яка фігурувала у справі, перевищувала сотні мільйонів доларів. Ганс-Адам II зробив усе можливе, щоб депутати-злочинці потрапили за ґрати.
Наступним кроком князя стала боротьба з системою «брудних» грошей, які проходили через банки Ліхтенштейну. 19 липня 2000 року об'єднання банків оголосило, що анонімні рахунки відкриватися не будуть, а термін «банківська таємниця» не повинен заважати надавати допомогу слідству. На протидію цьому ліберали пропонували ліквідувати монархію або істотно обмежити владу князя. Але населення навесні 2001 року на чергових виборах проголосувало за консерваторів, яких підтримував Ганс-Адам.
Після цього 2003 року він провів загальний референдум, на якому його піддані мали визначитися: потрібно чи ні залишатися Ліхтенштейну монархією, а також щодо прав князя. На референдумі Ганс-Адам II здобув підтримку більшості населення (87 %), яке висловилося за те, щоб розширити повноваження монарха.
Водночас за правління Ганса-Адама II Ліхтенштейн став членом Організації Об'єднаних Націй.
15 серпня 2004 року управління справами у державі Ганс-Адам передав своєму старшому сину — Алоїсу, за собою залишив корону та право контролювати справи у князівстві. З приводу цієї події під стінами родинного замку було влаштовано бенкет для усіх підданих князя.

## Титули князя Ганса-Адама
Князь Ліхтенштейн, герцог фон Троппау і Ягендорф, граф Рітберг, Остфрісланд і Вадуц, лорд Кюнрінге, Шелленберг, Фельдсберг, Кромау і Острау.

## Цікаві факти
- Окрім виконання державних обов'язків, Ганс-Адам служить у банку. Крім того, він займається фермерством, виноградарством і виноробством (вино з Ліхтенштейну одне з найдорожчих у світі).
- Держава не витрачає на князя жодних коштів. Свої витрати Ганс-Адам здійснює власним коштом. Його статки становлять близько 4,037 мільярда доларів. Він навіть відмовився від 250 тисяч швейцарських франків, що належать йому за законом.
- Усі дороги Ліхтенштейну ремонтуються коштом князя.
- Жителі князівства не сплачують податки на утримання князя та його родини.
- Ганс-Адам знає практично всіх мешканців країни в обличчя.

## Родина
Дружина — Марія Аглая (1940—2021), донька Фердинанда Карла, графа Кінскі фон Шинік і Теттау.
Діти:
- Алоїс (1968), у шлюбі з Софі, донькою Макса Емануеля Баварського;
- Максиміліан (1969) у шлюбі з Анджелою Браун;
- Костянтин (1972—2023) у шлюбі з графинею Марією Калнокі;
- Тетяна (1973) у шлюбі з Пилипом фон Латорф.